# Vicente Saldívar
Vicente Samuel Saldívar García (ur. 3 maja 1943 w mieście Meksyk, zm. 18 lipca 1985 tamże) – meksykański bokser, zawodowy mistrz świata w wadze piórkowej.

## Kariera amatorska
W wieku 17 lat wziął udział w igrzyskach olimpijskich w 1960 w Rzymie, gdzie w wadze piórkowej przegrał pierwszą walkę z Ernestem Chervetem ze Szwajcarii.

## Kariera zawodowa
Rozpoczął karierę boksera zawodowego w 1961. Do końca 1963 stoczył 23 walki, z których przegrał jedną (przez dyskwalifikację). 8 lutego 1964 został mistrzem Meksyku w wadze piórkowej. 1 czerwca tego roku w Tijuanie pokonał byłego mistrza Panamy (i przyszłego dwukrotnego mistrza świata wagi lekkiej) Ismaela Lagunę.
26 września 1964 w Meksyku Saldívar pokonał przez poddanie dotychczasowego mistrza świata w wadze piórkowej Sugara Ramosa i został nowym mistrzem. Miał wówczas 21 lat. Od 1965 walczył stosunkowo rzadko i tylko w obronie tytułu. Pokonał kolejno: Raula Rojasa (7 maja 1965 w Los Angeles przez techniczny nokaut), Howarda Winstone’a (7 września 1965 w Londynie na punkty), Floyda Robertsona (12 lutego 1966 w Meksyku przez nokaut w 2. rundzie), dwukrotnie Mitsunoriego Sekiego (7 sierpnia 1966 we Meksyku na punkty oraz 29 stycznia w Meksyku przez techniczny nokaut w 7. rundzie) i dwukrotnie Winstone’a (15 czerwca 1967 w Cardiff na punkty oraz 14 października 1967 w Meksyku przez TKO w 12. rundzie). Po trzeciej walce z Winstone’em Saldívar ogłosił, że wycofuje się z zawodowego boksu w wieku 24 lat.
Powrócił na ring w 1969, wygrywając 18 lipca w Inglewood na punkty z byłym (i przyszłym) mistrzem świata federacji WBC José Legrą. 9 maja 1970 w Rzymie Saldívar odzyskał tytuł mistrza świata WBC po pokonaniu dotychczasowego czempiona Johnny’ego Famechona na punkty. Stracił jednak pas mistrzowski w pierwszej obronie, po porażce przez poddanie w 12. rundzie 11 grudnia tego roku w Tijuanie z Kuniakim Shibatą. Wygrał potem jedną walkę w 1971 i ponownie wycofał się. Po raz kolejny powrócił w 1973, by zmierzyć się z kolejnym mistrzem świata WBC w wadze piórkowej Éderem Jofre. Jofre, który był wcześniej mistrzem świata w wadze koguciej, liczył już 37 lat, ale wyraźnie pokonał o 7 lat młodszego Saldívara nokautując go w 4. rundzie 21 października w Salvadorze. Była to ostatnia walka Saldívara.
Saldívar pracował później jako trener w Meksyku. Zmarł na atak serca w 1985, w wielu 42 lat. Został wybrany w 1999 do Międzynarodowej Bokserskiej Galerii Sławy.